# ایسیدورا سیمیونوویچ
ایسیدورا سیمیونوویچ (سیریلیک صربی: Исидора Симијоновић؛ زادهٔ ۲۱ ژوئن ۱۹۹۵) بازیگر اهل صربستان است. وی دانش‌آموختهٔ رشته بازیگری از «آکادمی هنر بلگراد» است.
از فیلم‌ها یا برنامه‌های تلویزیونی که وی در آن نقش داشته‌است، می‌توان به کلیپ و یک همسر خوب اشاره کرد.